# ミッキーカーチス&サムライ
ミッキー・カーチス&サムライ（Mickey Curtis and The Samurai）は、ミッキー・カーチスが結成したロック・バンド。グループ・サウンズ・ブームから1970年代のフォーク・ブーム、ニューロック時代に活動した。

## 来歴
1960年代の初めに「ロカビリー3人男」の一人として高い人気を誇ったカーチスは、デビュー以来バックを担当していたロカビリー・バンドのクレイジー・ウエストを1963年頃に再編して「ミッキーカーティスとシティ・クロウズ」を結成し、ラウンジ・ジャズなどを演奏してアルバム・レコードを発表した。彼は1966年にはバンド名を「ヴァンガース」に変更して、東アジアを渡辺貞夫らと演奏旅行し、その後香港、バンコクにて長期滞在の演奏活動を行なって、1967年に一時帰国した。そして同年、彼はメンバーを刷新して、ミッキー・カーチスとザ・サムライズを結成した。
彼等はレコード用の録音を終えるとただちにヨーロッパへ旅立ち、ミッキー・カーチス&サムライのバンド名で音楽ツアーや長期公演などでライブ活動を行ない、1968年5月5日にはローマで開催された「ローマ・ポップ・フェスティヴァル」に出演した。そして西ドイツで2枚組アルバムSamuraiを製作、イタリア、イギリスでシングル・レコードを発表し、1970年に帰国。さらにアルバム制作と短い期間公演活動を行なった後、1971年に解散した。
「ローマ・ポップ・フェスティヴァル」のドキュメンタリー・フィルムで,「通りゃんせ」を歌唱するわずかのライブ映像とインタビューに英語で答えるミッキー・カーチスの姿を見ることができる。

## メンバー
- ミッキー・カーチス（ボーカル）

### 前期
- ヒロ・イズミ（ギター・作曲・編曲）
- 山本五郎（ベース）
- 冬梅邦光（サックス）
- 菊地牙（ピアノ）
- 豊住芳三郎（ドラム）

### 後期
- 山内テツ（ベース、元ザ・マイクス、後にフリー、フェイセズ）
- 原田裕臣（ドラム、後にPYG、井上堯之バンド、ゴダイゴ）
- ジョン・レッドフォーン（キーボード）
- ジョー・ダーネット（ギター）

## ディスコグラフィ
※　アルバム「愛のテナーサックス」とシングル「風船」「太陽のパタヤ」は、『ミッキー・カーチスとザ・サムライズ』名義。

### アルバム
- 愛のテナーサックス[3]（1967 & 1968.10。日本ミュージカラー ML-3007）装丁は2種類あり
- Samurai[2]（1970。西独Metronome MBLP2-40.003）2枚組LP
- 河童[4]（1971.03。フィリップス/日本フォノグラム FX-8511）
- 侍[5]（1971.08。フィリップス/日本フォノグラム FX-8517）

### シングル
- 風船 / 雨のプロムナード（1967.10.10。日本クラウン PW-5）[6]
- 太陽のパタヤ / 夏の夢（1968.04.01。日本クラウン PW-16）[7]
- グッド・モーニング・スターシャイン(Good Morning Starshine) / 金閣寺(Temple Of Gold)（1969.05。ユナイテッド・アーティスツ/キング HIT-1609）[8]
- Shu Shu / Fresh Hot Breeze Of Summer（1969。伊United Artist UA-3136）[9]海外発売シングル
- ビジョン(Vision Of Tomorrow) / セイム・オールド・リーズン(Same Old Reason)（1971.03。フィリップス/日本フォノグラム FS-1190）[10]
- ミッキーと歌おうハレ・クリシュナ／誰だった（1971.04。フィリップス/日本フォノグラム FS-1191。ミッキー・カーティスと仲間たち名義）